# Лондонская и Юго-Западная железная дорога
Лондонская и Юго-Западная железная дорога (англ. London and South Western Railway, сокращённо LSWR или L&SWR) — английская железнодорожная компания, существовавшая с 1838 по 1922 год. Появившись как Железная дорога Лондон — Саутгемптон (англ. London and Southampton Railway), компания расширила свою железнодорожную сеть от Лондона до Плимута через Солсбери и Эксетер с ответвлениями на Илфракомб и Падстоу и через Саутгемптон в Борнмут и Уэймут. Ей также принадлежали линии между городами графств Хэмпшир и Беркшир, в том числе в Портсмуте и Рединге. После объединения железных дорог Великобритании в 1923 году LSWR вместе с несколькими другими компаниями образовала Южную железную дорогу.
Одним из значимых достижений LSWR была электрификация пригородных линий, введение электрической сигнализации, развитие порта Саутгемптона, восстановление лондонского вокзала Ватерлоо как одной из величайших станций мира, а также управление возросшими перевозками грузов во время Первой мировой войны.
Распространение с 1960-х годов частных автомобилей привело к быстрому сокращению пассажиропотока в Девоне и Корнуолле, в связи с чем небольшие отделения на среднем расстоянии от Лондона и удаленные участки сети на полуострове были, согласно отчёту Бичинга, объявлены неэффективными и закрыты. Исключение составила линия из Эксетера в Пензанс, которая изначально ревностно охранялась Great Western Railway в основном из-за того, что компании прокладывала здесь первые линии с широкой колеёй, которую GWR продвигала в Девоне и Корнуолле в период «колейной войны».

## Общий обзор
Лондонская и Юго-Западная железная дорога появилась после переименования Железной дороги Лондон — Саутгемптон, которая открылась в мае 1840 года и соединяла порт Саутгемптона с Лондоном. Первоначально она оканчивалась в Лондоне на станции Найн-Элмс, расположенной на южном берегу Темзы. Линия проходила через Уимблдон, Сербитон, Уокинг, Бейзингсток и Винчестер и использовала стандартную ширину колеи 1435 мм.
Дорога пользовалась высоким спросом, и это побудило компанию задуматься о расширении до Виндзора, Госпорта (на Портсмут) и Солсбери. Затем компания увидела потенциал западного региона, что привело к прямой конкуренции с Great Western Railway. Конечная станция Найн-Элмс была явно неудобной для большинства лондонцев, и в 1848 году линия была продлена на северо-восток до вокзала Ватерлоо через виадук. Позже LSWR построила собственную подземную железнодорожную линию Waterloo & City, которая соединяла вокзал со станцией Сити рядом со зданием Банка Англии в лондонском Сити.
Great Western Railway на раннем этапе обеспечила доступ к Эксетеру и Плимуту через дружественные компании, а LSWR стремилась построить свой собственный конкурирующий маршрут, чтобы достичь Девона и Корнуолла, что обещало значительное увеличение трафика. Строительство шло медленно, но в конечном итоге у компании появилась собственная линия от Бейзингстока до Солсбери и Эксетера, продолженная северной дугой до Плимута, а также на север Девона и север Корнуолла. Начав работу в регионе Great Western Railway, LSWR так и не смогла основательно здесь закрепиться, в отличие от конкурента.
От Саутгемптона линия была продлена до Уэймута через Рингвуд, одновременно LSWR консолидировала свои линии в домашнем регионе вблизи Лондона и организовала прямые маршруты до Портсмута и Рединга. Компания, совместно с Мидлендской железной дорогой, стала совладельцем Железной дороги Сомерсета и Дорсета, отвечая в альянсе за инфраструктуру и вагонный парк. Большое значение приобрело также судоходство: пассажирские и грузовые перевозки на Нормандские острова, в Сен-Мало во Франции и на остров Уайт .
В начале XX века LSWR запустила программу электрификации пригородных маршрутов с использованием третьего рельса с напряжением 600 В постоянного тока. В итоге вся пригородная сеть была переведена на электрическую тягу. Грузовые перевозки, особенно из западной части страны, имели большое значение, но стремление к электрификации пригородного сообщения привело к более слабому развитию паровой тяги для пассажирских и грузовых перевозок в Девон и Корнуолл, а также в Портсмут, Борнмут и Уэймут.
При объединении железных дорог LSWR вместе с несколькими другими компаниями образовала Южную железную дорогу, а независимые железные дороги острова Уайт были поглощены компанией, став частью бывшего отделения LSWR в составе Южной железной дороги. Просвещенный и неординарный главный инженер-механик компании Оливер Буллид положил начало строительству серии мощных скоростных паровозов серии Merchant Navy, за которой последовала ещё более крупная серия так называемых «легких пасификов», построенных с меньшей нагрузкой на ось, чтобы использовать на линиях с более слабыми путями и мостами. Благодаря этому радикально улучшилось обслуживание пассажиров на основных линиях, а обтекаемый профиль новых локомотивов задал новый стиль в дизайне паровозов и обрёл статус культового. Одновременно новые паровозы вызвали революцию в скоростях пассажирских поездов до Уэймута и Уэст-Кантри, хотя технические нововведения сопровождались рядом трудностей. Также компания электрифицировала Портсмутскую линию.
Проводились капитальные инфраструктурные работы, коснувшиеся, в частности, сортировочной станции Фелтхэм, доков Саутгемптона и вокзала Ватерлоо. В Истли открылся новый локомотивный  завод, на узловых станциях появились развязки с разнесением главных линий по высоте, проведена модернизация железнодорожной сигнализации. На станции Эксмаус-Джанкшен в Эксетере был открыт завод по производству бетонных изделий, выпускавший стандартные сборные железобетонные элементы, такие как платформы, фонарные столбы и домики для рабочих; они стали привычными на всей Южной железной дороге.
Национализация железных дорог в 1948 году первое время мало что изменило в бывшей системе LSWR, которая теперь являлась частью Южного операционного района Британских железных дорог, впоследствии ставшего Южным регионом, хотя общенациональная стандартизация локомотивного парка лишила Буллида работы, и он ушёл в отставку. В 1966 году географические границы регионов Британских железных дорог были рационализированы, линии Девона и Корнуолла перешли в Западный регион. В 1950-е годы транспортные потоки на многих железнодорожных участках снизились, сделав их нерентабельными, и после доклада Бичинга о реорганизации британских железных дорог многие участки были закрыты. Под сокращение попала и магистраль до Плимута.
В 1967 году была электифицирована Борнмутская линия. Первоначально на ней использовались переоборудованные вагоны, оставшиеся от паровозной тяги, позже их заменили специально построенные поезда. В 1988 году электрифицированный участок был продлён до Уэймута.
После открытия в 1994 году международного сообщения из Лондона в Париж и Брюссель для поездов, обслуживающих маршрут, потребовались очень длинные перроны. Для этого на вокзале Ватерлоо был открыт терминал Eurostar, расположенный на северной стороне станции. Первые 5 км до развилки международные поезда следовали по магистрали LSWR. В 2007 году международные поезда были переведены на вокзал Сент-Панкрас, и по состоянию на 2017 год терминал Eurostar бездействовал. Существуют планы для использования его на маршрутах в Виндзор и Рединг.

## Первая магистраль

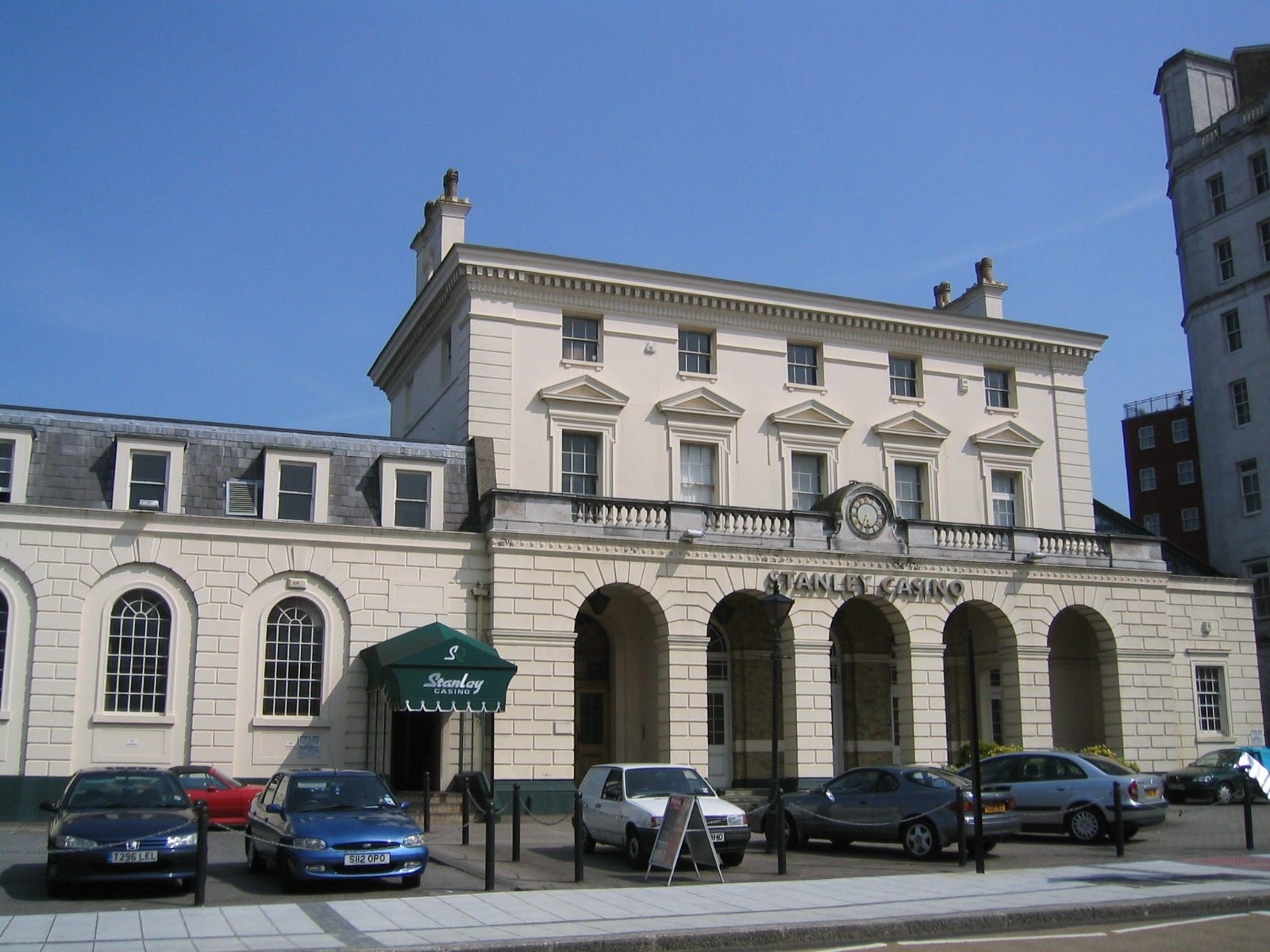
Здание вокзала в Саутгемптоне

Лондонская и Юго-Западная железная дорога выросла из Железной дороги Лондон — Саутгемптон (L&SR), которая предназначалась для перевозки пассажиров и грузов из столицы Великобритании в Саутгемптон. Это обещало снизить цены на уголь и сельхозпродукцию, а также товары, импортируемые через порт Саутгемптона.
Предположительно, строительство началось 6 октября 1834 года под руководством Фрэнсиса Джайлса, но продвигалось медленно. После того как руководство перешло к инженеру Джозефу Локу темпы строительства увеличились, и первый участок линии между Найн-Элмс и  Уокинг-Коммон открылся для перевозок 21 мая 1838 года. Эксплуатация всей  линии началась 11 мая 1840 года. Конечные точки маршрута располагались на станциях Найн-Элмс к югу от Темзы, примерно 2 км к юго-западу от Трафальгарской площади, и на вокзале Саутгемптона рядом с доками, которые напрямую обслуживались товарными поездами.
Железная дорога быстро обрела популярность. Наземный транспорт, перевозивший пассажиров дальше на запад, изменил маршруты, чтобы обеспечить посадку для прибывших по железной дороге. Развитие грузовых перевозок происходило медленнее.

## Новая ветка и смена названия
Организаторы Железной дороги Лондон — Саутгемптон намеревались построить линию из Бейзингстока в Бристоль, но предложение было отклонено парламентом в пользу конкурирующего маршрута Great Western Railway. Борьба в парламенте шла ожесточённая, и желание взять реванш вкупе с коммерческой привлекательностью расширения на запад, делали его основной задачей компании.
На замену был выбран более очевидный маршрут: соединение с Портсмутом. Дружественные L&SR лица предлагали создать железную дорогу Portsmouth Junction Railway, которая должна была соединить станцию Бишопсток (Истли) через Ботли и Фархэм с Портсмутом. Однако Портсмут, который считал Саутгемптон конкурирующим портом, возмутился, что ему отводят второстепенный путь до Лондона и отказался от проекта. Жители Портсмута хотели иметь собственную прямую линию до столицы, но, пытаясь вывести из борьбы L&SR в пользу London & Brighton Railway, не смогли обеспечить финансовую поддержку более предпочтительного проекта.
L&SR предложила более дешёвую линию до Госпорта, расположенного на противоположном берегу Портсмутской гавани. Маршрут был короче и проще, чем предыдущий вариант. Незадолго до этого было получено разрешение на строительство понтонного моста (цепного парома) между Госпортом и Портсмутом, и L&SR утвердила свой проект в парламенте 4 июня 1839 года. Чтобы снизить обеспокоенность жителей Портсмута, L&SR включила в свой законопроект изменение названия на Лондонскую и Юго-Западную железную дорогу.
Поначалу, при Томасе Брасси, строительство линии до Госпорта шло быстро и просто. Появились узловая станция в Бишопстоке (позже переименована в Истли) и станция в Фейреме. В Госпорте построили крайне изысканную станцию, обошедшаяся в 10 980 фунтов стерлингов, что в семь раз превышало стоимость станции в Бишопстоке. Однако от Фейрема начинался туннель, на северном конце которого 15 июля 1841 года произошел катастрофический оползень. Открытие линии планировалось через 11 дней, но из-за неудачи пришлось отложить его до 29 ноября. Через 4 дня после начала перевозок произошёл новый оползень, и пассажирское сообщение было приостановлены до 7 февраля 1842 года.
Паромные операторы острова Уайт перенесли начало некоторых маршрутов из Портсмута в Госпорт. Королева Виктория любила отдыхать в Осборн-Хаус на острове, и 13 сентября 1845 года для её удобства была построена 550-метровая железнодорожная ветка до Royal Clarence Victualling Establishment.

## Колейная война
Между первым предложением о строительстве железной дороги от Лондона до Саутгемптона и непосредственно строительством появлялись варианты прокладки линий в более удаленные города, которые могли бы обслуживаться Железной дорогой Лондон — Саутгемптон. Первой целью было достичь Бата и Бристоля через Ньюбери. Great Western Railway также планировала проложить линию до Бата и Бристоля, и 31 августа 1835 года она закрепила свои намерения в парламенте, тем самым удалив эти города из ближайших планов L&SR. Но на юго-западе, западе и даже среднем западе Англии оставалось много привлекательных территорий, и L&SR с союзниками постоянно боролись с Great Western Railway и её союзниками, чтобы первыми построить линию в очередном районе.
Great Western Railway использовала широкую колею 2140 мм, то время как L&SR / LSWR предпочла узкую 1435 мм. По выбору колеи, которая обычно указывалась в решении парламента, легко определялась лояльность независимых железных дорог. За нужные решения велась ожесточенная и продолжительная борьба. Это соперничество между ширококолейной Great Western Railway и приверженцами узкой колеи получило название «колейной войны».
В первые годы строительства железных дорог правительство постановило, что несколько конкурирующих железнодорожных компаний не могут работать в одном и том же регионе, и Торговая палата учредила комиссию экспертов, неофициально именуемую «Пять королей», для определения предпочтительного развития, и следовательно, предпочтительной компании в определённых районах, что было официально закреплено в Законе о регулировании железных дорог 1844 года.

## Пригородные линии

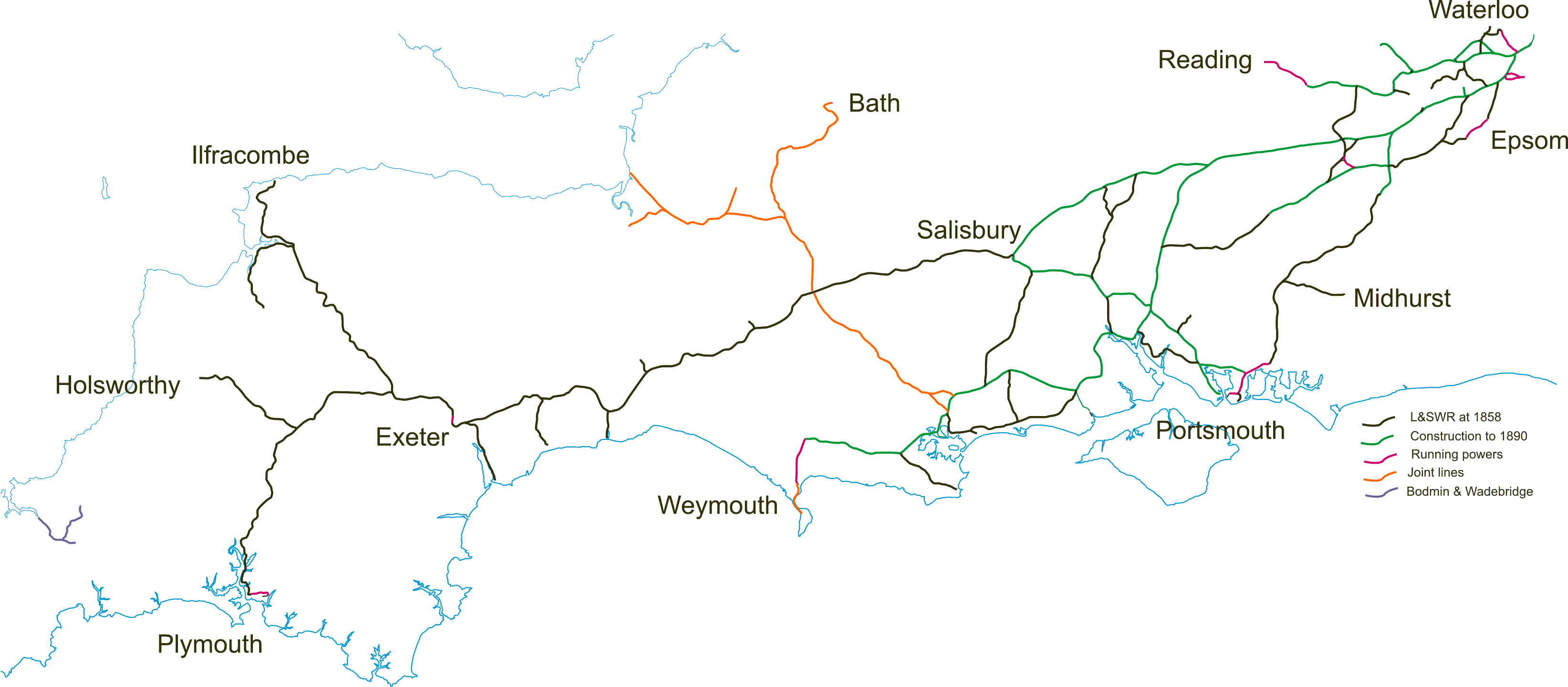
Схема линий LSWR в 1890 году

LSWR стала второй британской железнодорожной компанией, запустившей сервис, который можно назвать пригородным сообщением. Её первым проектом такого рода в 1836 году стала Железная дорога Лондон — Гринвич.
После открытия первой магистральной линии LSWR построило станцию Кингстон, несколько восточнее современной станции Сербитон, которой для деловых поездок стали пользоваться жители Кингстон-апон-Темс. Возможность быстрого доступа в Лондон стимулировала строительство нового жилья рядом с новым вокзалом. Жители Ричмонд-апон-Темс оценили новинку и предложили железную дорогу от своего города до вокзала Ватерлоо. Линия из Ричмонда открылась в июле 1846 года и в том же году стала частью LSWR. Так начала развиваться пригородная железнодорожная сеть, в последующие десятилетия повысившая своё значение.
В 1848 году открылась линия до Чертси, а в 1851 году — до Хэмптон-Корт. Линия до Ричмонда в том же году была продлена до Виндзора, а за год до этого кольцевая линия из Барнса через Хаунслоу соединилась у Фелтама с будущей линией до Виндзора. В 1856 году дружественная LSWR компания, Staines, Wokingham and Woking Junction Railway, открыла свою линию от Стейнса до Уокингама, и благодаря праву использовать линию, находящуюся в совместном управлении Юго-Восточной железной дороги и Great Western Railway, LSWR смогла организовать движение от Уокингема до Рединга.
К югу от основной магистрали требовалось включить в сеть важные города Эпсом и Лезерхед. Первой построила линию из Саттона до Эпсома конкурирующая London, Brighton and South Coast Railway (LB&SCR), но в 1859 году LSWR открыла свой маршрут от Уимблдона, проходивший параллельно основной магистрали до Рейнс-Парк, а затем сворачивавший на юг к Эпсому. Участок между Эпсомом и Лезерхедом был проложен совместно с LB&SCR, он открылся в 1859 году.
Некоторые районы Кингстона находились почти в 5 км от станции Сербитон, поэтому в 1863 году у города появился собственный непроходной вокзал, до которого можно было добраться через Теддингтон. В 1864 году появилась однопутная ветка, ведущая на запад вверх по долине Темзы в Шеппертон. В 1869 году линия до Кингстона была преобразована в петлю после постройки участка до Нью-Молдена.
Неудобства лондонского терминала LSWR на вокзале Ватерлоо, откуда было просто попасть на Уайтхолл через Вестминстерский мост, но сложно добраться до лондонского Сити, становились всё более заметными по мере увеличения числа пассажиров пригородных поездов. Некоторое улучшение ситуации принесло предоставление с 1869 года поездам LWSR доступа к станции Ладгейт-Хилл (Сити) из Уимблдона через Тутинг, Стритхэм и Херн-Хилл благодаря дружеским отношениям с компаниями LB&SCR и London, Chatham and Dover Railway (LC&DR). В 1869 году LSWR также открыла новый маршрут от Ватерлоо до Ричмонда через Клапам-Джанкшен и Кенсингтон на West London Extension Railway по новой линии через Хаммерсмит, Тернхам-Грин и Ганнерсбери. Несмотря на то, что маршрут проходил кружным путём, он привлёк значительное число пассажиров пригородных поездов.

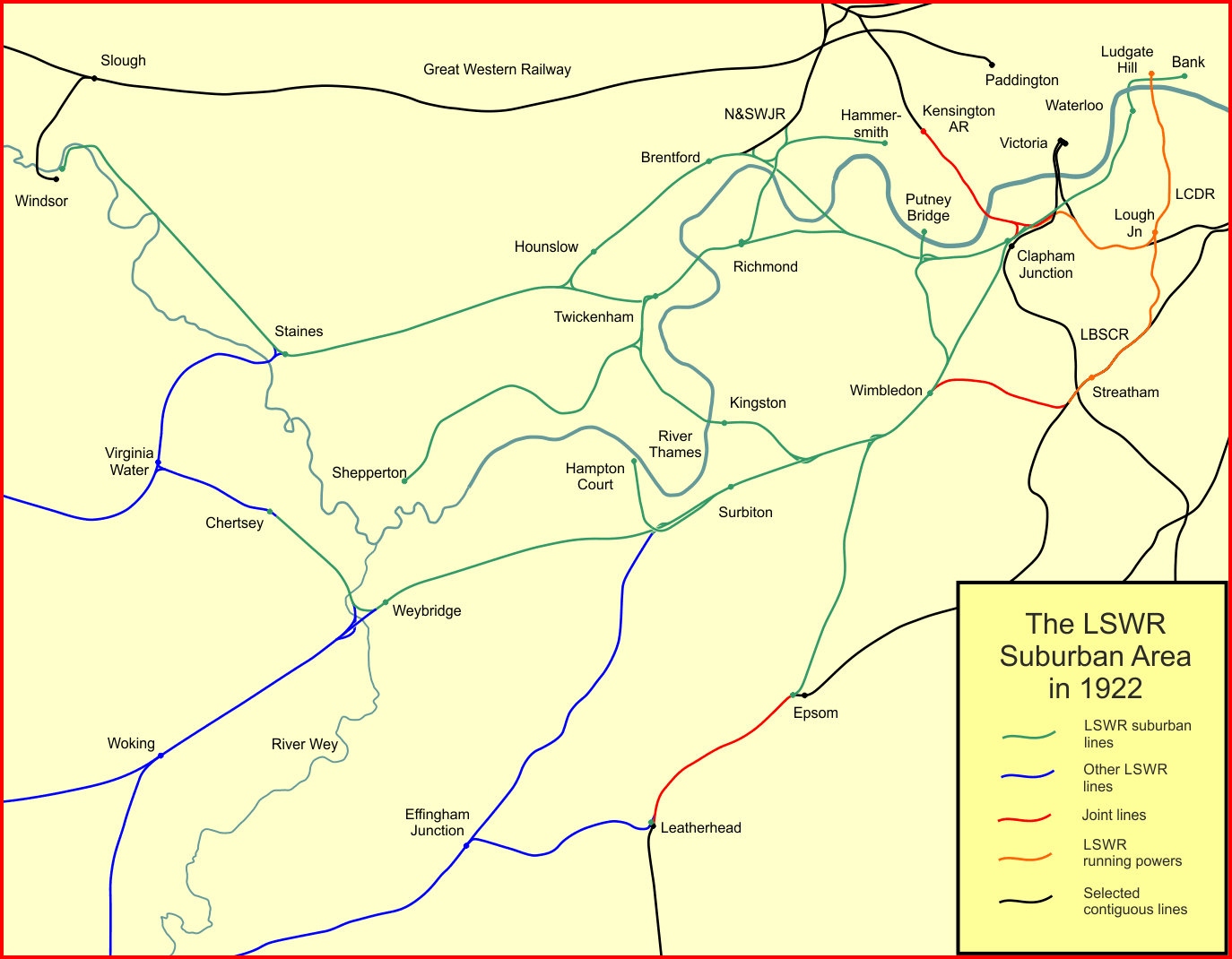
Карта пригородной сети LSWR в 1922 году

К концу периода независимости LSWR собственными силами и с привлечением дружественных компаний освоила все современные пригородных направления. Для Вестминстера железная дорога была единственным удобным транспортом, так как район не располагал станцией метро, но нуждался в сообщении с лондонским Сити, конечной целью большинства деловых поездок в последние десятилетия XIX века. В большинстве случаев другие маршруты были длиннее и потому занимали больше времени. Проблема была решена с открытием в 1898 году электрической подземной железной дороги Waterloo & City Railway.
Увеличение числа путей и разнесение их по высоте на узловых станции вместе с электрификацией повысили качество и эффективность пассажирских перевозок.

## На запад

### Southampton and Dorchester Railway
Железная дорога Лондон — Саутгемптон проиграла первый спор за право построить линию до Бристоля, но цель продолжить развитие на юго-западе и западе Англии оставалась актуальной. Поддержку этим планам оказал независимый участник, Чарльз Каслман, солиситор из Уимборн-Минстер, который 2 февраля 1844 предложил LSWR построить линию из Саутгемптона в Дорчестер. LSWR предложение отвергла, так как искала пути в направлении Эксетера. Каслман не отказался от своей идеи, и, поскольку отношения с LSWR были напряжёнными, создал компанию Southampton and Dorchester Railway, через которую начал переговоры с Great Western Railway (GWR). Bristol & Exeter Railway, дружественная GWR, построила ширококолейную линию до Эксетера и открыла её 1 мая 1844 года. Одновременно GWR содействовала созданию Wilts, Somerset and Weymouth Railway, которая должна была соединить её сеть с Уэймутом. LSWR теряла территории в Уэст-Кантри, которые считала по праву принадлежащими ей, и спешно подготовила проекты своих линий от Бишопстока до Тонтона. Значительную часть проекта составил маршрут, обходивший линию Southampton and Dorchester Railway и получивший прозвище «Штопор Каслмана» (англ. Castleman's corkscrew).

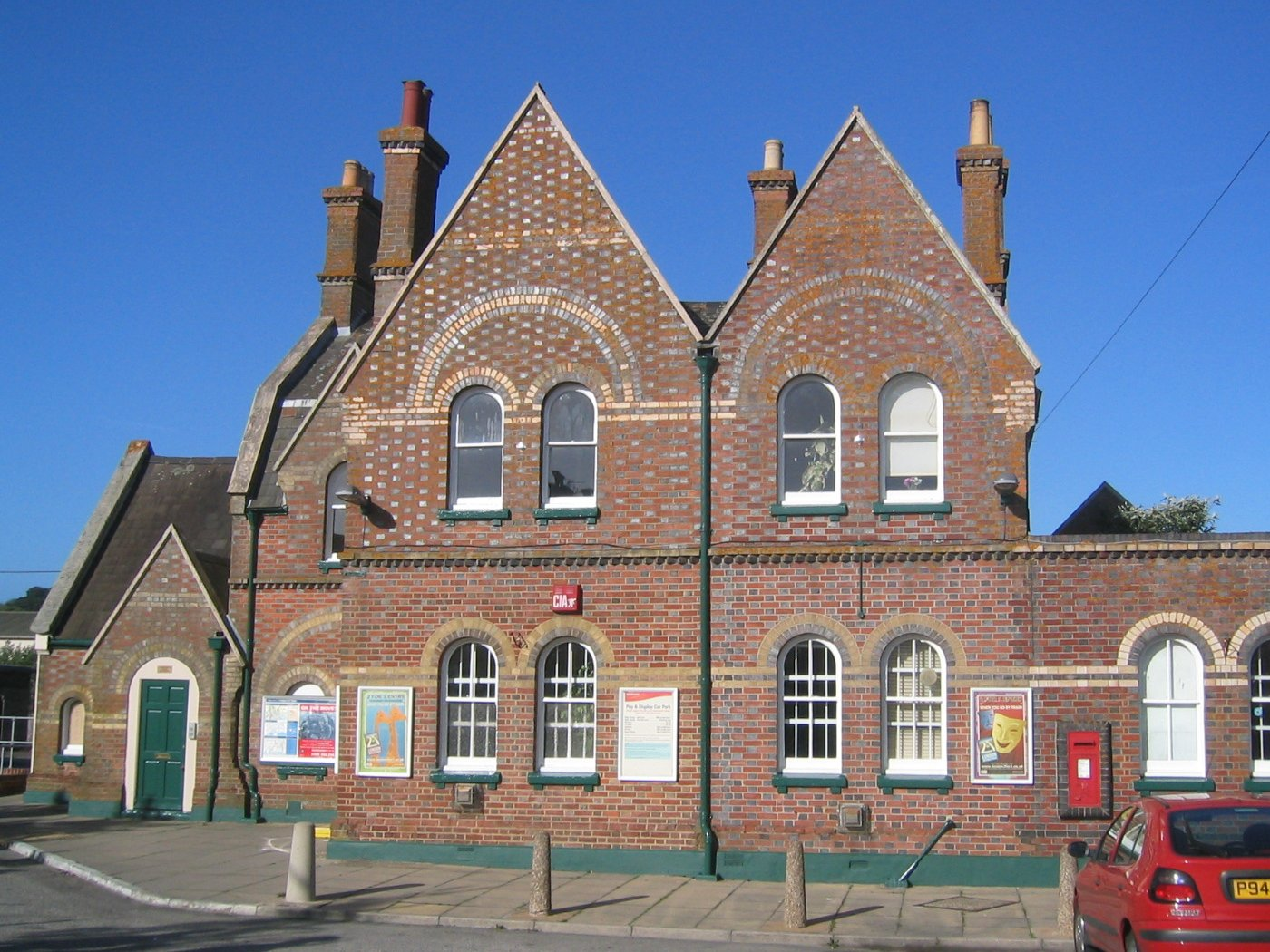
Железнодорожная станция Лимингтон-Таун

Комиссия «пяти королей» своим решением отдала предпочтение в большинстве проектам ширококолейных линий GWR, а также линии Саутгемптон — Дорчестер стандартной колеи. Официальное соглашение между LSWR, GWR и Southampton and Dorchester Railway было заключено 16 января 1845 года, что закрепило за сторонами исключительные зоны влияния будущих железнодорожных линий. Линия Саутгемптон — Дорчестер была утверждена 21 июля 1845 года; в Дорчестере предполагалось обустройство пересадочной станция со стандартной на широкую колею Wilts, Somerset and Weymouth Railway. последняя должна была проложить смешанную колею до Уэймута, чтобы обеспечить поездам стандартной колеи непрерывный маршрут от Саутгемптона. Чтобы продемонстрировать беспристрастность, Southampton and Dorchester Railway надлежало проложить на своей линии смешанную колею равной длины, даже если этого не требовалось для движения поездов, поскольку на данном участке отсутствовали станции или грузовые подъездные пути. Представители Саутгемптона также вынудили включить в закон пункт, требующий от Southampton and Dorchester Railway построить станцию Блехинден-Террас в центре Саутгемптона (в настоящее время Саутгемптон-Централ). Отправной точкой поездов Southampton and Dorchester Railway должен был стать вокзал Саутгемптона, построенный LSWR.
Линия открылась 1 июня 1847 года. Первые поезда отправлялись от временной станции к западу от Блехинден-Террас, пока не был построен туннель до вокзала. Этот участок заработал в ночь с 5 на 6 августа 1847 года, когда по нему проследовал почтовый поезд.
LSWR получила право объединиться с Southampton and Dorchester Railway, и 11 октября 1848 года его реализовала.
Линия Саутгемптон — Дорчестер проходила от Брокенхерста по северному маршруту через Рингвуд и Уимборн мимо Борнмута (который ещё не имел будущего значения) и Пула (порт Пула обслуживала ветка до Лауэр-Хэмворти на противоположной стороне залива Хоулз). Затем линия через Уорхем достигала конечной станции в Дорчестере, расположенной с учётом дальнейшего расширения в направлении Эксетера. Из-за неолитического памятника Момбери-Рингс соединение с линией Wilts, Somerset and Weymouth Railway располагалось в неудобном месте, в результате поезда до Уэймута либо должны были уходить со станции в обратную сторону, либо вообще её пропускать.

### Солсбери
Пока Каслман строил линию Саутгемптон — Дорчестер, LSWR планировала достичь Солсбери. До города проложили ветку из Бишопстока через Ромси и Дин-Вэлли. Выбрав в качестве начальной точки Бишопсток, компания хотела соединить с Солсбери порты Саутгемптона и Портсмута, но путь в Лондон получался кружным. Парламент утвердил проект 4 июля 1844 года, но задержки с приобретением земли и неэффективные договорные отношения задержали открытие линии до 27 января 1847 года, и то только для товарных поездов. Перевозка пассажиров началась с 1 марта 1847 года. Станция Солсбери находилась в Милфорде, в восточной части города.
Деловые круги Андовера были разочарованы тем, что линия до Солсбери не прошла через их город, поэтому предложили маршрут из Лондона в Солсбери и Йовил через Андовер. Он мог бы соединиться с линией от Йовила до Эксетера с веткой в Дорчестер, образуя новую конкурирующую линию от Лондона до Эксетера, делая бесполезным территориальное соглашение LSWR с GWR. Когда LSWR сообщила, что готова сама построить линию из Солсбери в Эксетер, GWR пожаловалась, что это нарушит территориальное соглашение от 16 января 1845 года. Southampton and Dorchester Railway также жаловалась, что новая линия уменьшит пассажиропоток. Поскольку железнодорожная мания достигла своего апогея, предлагалось безумное число конкурирующих проектов. LSWR чувствовала необходимость продвигать сомнительные схемы в целях самообороны, но к 1848 году финансовый пузырь лопнул, и обеспечить финансирование стало сложно. В тот год только малое число более реалистичных схем получили парламентское одобрение: Exeter, Yeovil and Dorchester Railway с линией Эксетер — Йовил и Salisbury and Yeovil Railway с линией Йовил— Солсбери.
В конце 1847 года начались работы на собственной линии LSWR от Бейзингстока до Солсбери через Андовер, что сулило открытие сообщения до Эксетера. Это кажущееся разрешение конфликта было обманчивым, и в последующие годы возникла череда серьёзных препятствий: Southampton and Dorchester Railway настаивала, чтобы линия до Эксетера прошла через Бридпорт; GWR и её союзники предлагали новые проекты, мешавшие маршруту LSWR на запад; Wilts, Somerset and Weymouth возобновила строительство своей линии, что угрожало уменьшить будущий пассажиропоток LSWR; в ширококолейную линию предлагалось превратить канал Андовер — Саутгемптон; сильное недовольство задержкой строительства выказывали жители городов на предлагаемом маршруте LSWR.
В итоге линия Йовил — Солсбери получила одобрение парламента 7 августа 1854 года. Участок линии LSWR из Бейзингстока до Андовера был открыт 3 июля 1854 года, но поезда от Андовера до Солсбери начали ходить только 1 мая 1857 года. LSWR взяла на себя обязательства проложить железную дорогу до Эксетера и была вынуждена выполнить их, получив одобрение парламента 21 июля 1856 года.

## Вокзалы Лондона

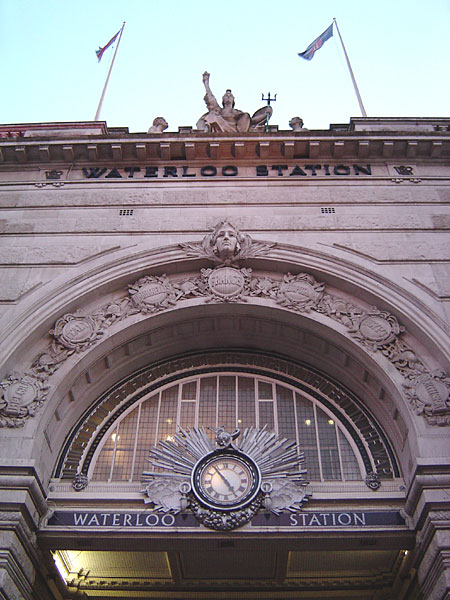
Вокзал Ватерлоо

Первая конечная остановка компании в Лондоне, Найн-Элмс, находилась на юго-западном краю застроенной территории. Выходивший на Темзу фасад наглядно демонстрировал альтернативу железной дороги речным перевозками, но для пассажиров выбранное место было неудобным, так как приходилось добираться до Лондона либо по сухопутной дороге, либо на пароходе.
Продолжение линии в центр города обсуждалось с 1836 года, а 31 июля 1845 года парламент одобрил проект четырёхпутного участка до станции Ватерлоо-Бридж, будущему вокзалу Ватерлоо. Общий капитал строительства составил 950 000 фунтов стерлингов. На линии была предусмотрена промежуточная станция Воксолл.
Первоначально открытие линии ожидалось 30 июня 1848 года, но инспектор Торгового совета не разрешил ввод в эксплуатацию некоторых мостов с большим пролетом на восточном конце трассы. Проведённые позднее испытания под нагрузкой подтвердили надёжность конструкции, и линия открылась 11 июля 1848 года. Поначалу приходящие поезда останавливались на подходах к станции и подтягивались к платформе с помощью кабестана.
Станцию Найн-Элмс перепрофилировали под грузовую и значительно расширили, заняв треугольный участок к востоку от Уондсворт-роуд. Независимая Ричмондская железная дорога присоединялась к LSWR на Фалкон-роуд (около современной Клапам-Джанкшен), позднее компания была поглощена LSWR. На вокзале имелось четыре платформы: две боковые и две островные, примерно там, где сегодня находятся платформы с девятой по двенадцатую. Вскоре после открытия их длина была увеличена вдвое.
В 1854 году компания London Necropolis & National Mausoleum Company открыла рядом с Ватерлоо-Бридж на южной стороне между Йорк-стрит и Вестминстер-Бридж-роуд свою станцию с одной платформой. Компания занималась транспортировкой по London Necropolis Railway умерших и участников похорон к Бруквудскому кладбищу, используя для этого локомотивы LSWR.

### Новые платформы на вокзале Ватерлоо
3 августа 1860 года на северо-западной стороне первоначальной станции были открыты четыре дополнительные платформы, отделенные от неё проездом для кэбов. Она стала известна как станция Виндзор и предназначалась для обслуживания Виндзорской (бывшей Ричмондской) линии и пригородных поездов.
LSWR знала, что расположенный на южном берегу вокзал оставался неудобен для пассажиров, направляющихся в лондонский Сити, и неоднократно пыталась решить проблему, но все проекты оказались слишком дороги. 11 января 1864 года Charing Cross Railway (CCR), поддерживаемая Юго-Восточной железной дорогой (SER), открыла линию от Лондон-Бридж до Чаринг-Кросс c обязательством продлить её до Ватерлоо-Бридж. Пути были проложены, но водить по ним поезда SER отказалась.
В 1865 году началось круговое сообщение от Юстона через Уиллесден и Ватерлоо до Лондон-Бридж. Однако SER явно не хотела поддерживать этот маршрут и замкнула перевозки на свою конечную станцию Кэннон-стрит, в часы пик испытывавшую избыточную нагрузку. 31 декабря 1867 года маршрут прекратил существование. После этого линия изредка использовалась для маневровых работ, а также для движения Королевского поезда.
Оппонируя парламентскому законопроекту, выгодному SER, LSWR добилась согласия на строительство своей станции на линии в Чаринг-Кросс. Станция получила название Ватерлоо-Джанкшен и открылась 1 января 1869 года, в настоящее время известна как Ватерлоо-Ист.

### Дальнейшее расширение и переименование
Дальнейшее расширение станции произошло в 1875 году. В состав Ватерлоо-Бридж перешла платформа дороги London Necropolis Railway, новая платформа для которой появилась ближе к Вестминстер-Бридж-роуд. 16 декабря 1878 года была добавлена островная платформа, получившая название Южной станции. В ноябре 1885 года открылось ещё шесть платформ — Северная станция для линий Стейнс (на Виндзор и Рединг). Таким образом, С 1886 по 1892 год исходные четыре пути обеспечивали прибытие поездов на 16 платформ. Для линии на Сербитон открыли ещё два пути, и ещё два пути на более короткое расстояние были проложены в 1900 и 1905 годах.
В 1886 году станции была переименована в Ватерлоо.

### Соединение с Сити
Чтобы получить прямой доступ в лондонский Сити, было предложено несколько независимых проектов. В 1893 одобрение получила Waterloo & City Railway, выполненная как подземная линия, что на тот момент являлось новинкой. Маршрут должен был пройти от вокзала Ватерлоо до станции в Сити возле Мэншн-Хаус. Открытие линии состоялось в 1898 году. Обслуживала её LSWR, которая организовала регулярное движение электропоездов и предоставила пассажирам единый билет на проезд от станций железной дороги до Сити. Станция в Сити позже была переименована в Банк, аналогично соседним станциям метро Central London Railway и City & South London Railway.

### Дальнейшее расширение Ватерлоо
Постепенное расширение станции Ватерлоо в XIX веке привело к хаотичному и сложному устройству вокзала, и в 1899 году LSWR получила разрешение на капитальную реконструкцию и дальнейшее расширение станции. Под строительство был получен дополнительный участок, а станцию London Necropolis Railway пришлось опять перенести, на этот раз к западу от Вестминстер-Бридж-роуд, в обновлённом виде с двумя платформами она открылась 16 февраля 1902 года. Реконструкция вокзала Ватерлоо оценивалась в 2 млн фунтов стерлингов и в основном была выполнена в период с 1906 по 1916 год, хотя некоторые работы не были завершены до 1922 года.
В процессе реконструкции по решению парламента 1911 года наконец была убрана неиспользуемая сквозная линия SER. Мост на Вестминстер-Бридж-роуд был расширен до 11 путей. Платформы перестроили и перенумеровали: 24 января 1909 года на новом месте открылись новые платформы с 1 по 3, 25 июля 1909 года примерно на месте самой южной  из прежних платформ открылась платформа 4, 6 марта 1910 года открылась платформа 5.
Помимо переделки платформ на вокзале установили новое механическое расписание, а штаб-квартира LSWR обзавелась просторными офисными помещениями. Платформы с 1 по 15 перекрыли общей крышей с пролетами поперек путей. Над платформами с 16 по 21 остались продольные перекрытия, построенные в 1885 году, что визуально выделяло станцию Виндзорской линии. Последняя из новых платформ была сдана в эксплуатацию 28 февраля 1915 года. Обновлённый вокзал официально был открыт королевой Марией 21 марта 1922 года. Итоговая стоимость реконструкции составила 2 269 354 фунтов стерлингов.

## На запад от Солсбери

### В Эксетер

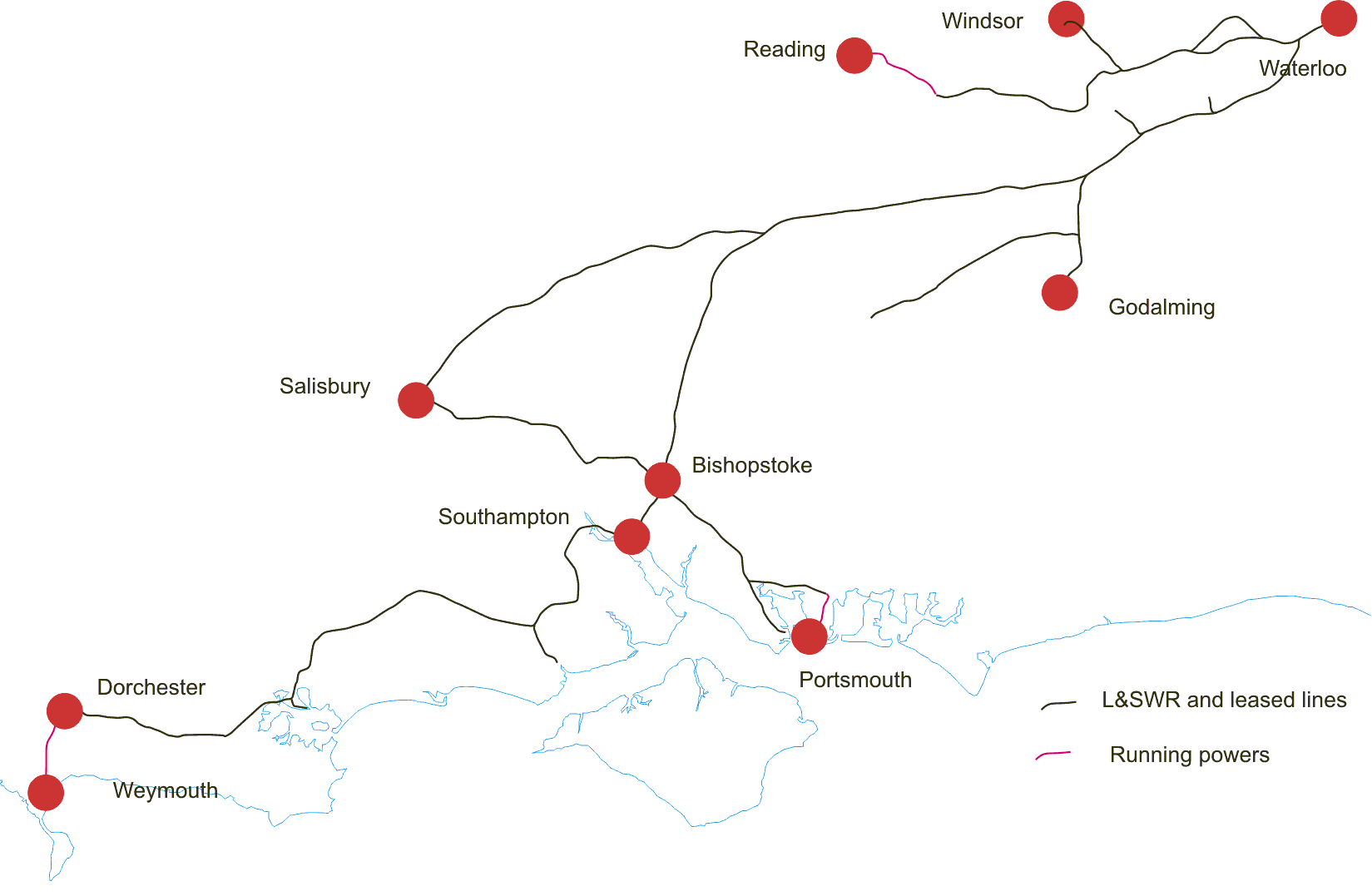
Схема LSWR в 1858 году

После длительного периода конфликтов в развитии сети LSWR на запад Англии появилась ясность. 17 января 1847 года открылось сообщение из Бишопстока до станции Милфорд в Солсбери. Маршрут из Лондона был сокращен, когда 2 мая 1859 года начала работу линия из Бейзингстока через Андовер до более удобной станции в Солсбери на Фишертон-стрит . Новый конфликт возник вокруг наилучшего маршрута в Девон и Корнуолл, и, наконец, предпочтение получил так называемый «центральный маршрут» через Йовил. Salisbury and Yeovil Railway открыла свою линию от Солсбери до Джиллингема 1 мая 1859 года, участко до Шерборна заработал 7 мая 1860 года, до Йовил-Джанкшен маршрут был продлён 1 июня 1860 года.
Споры по поводу маршрута в Эксетер окончились, LSWR получила право продолжить продвижение до Эксетера и быстро реализовала его, открыв новую линию до станции на Куин-стрит 19 июля 1860 года.

### Эксетер — Барнстейпл
В Северном Девону уже действовали местные железнодорожные компании: Exeter and Crediton Railway открылась 12 мая 1851 года, North Devon Railway с линией из Кредитона до Бидефорда заработала 1 августа 1854 года. Обе линии использовали широкую колею. LSWR приобрела долю в этих линиях в 1862—1863 годах, а затем выкупила их полностью в 1865 году. Линия из Бристоля достигла станции Сент-Дэвидс в Эксетере 1 мая 1844 года, а в 1846 году South Devon Railway продолжила расширение на юг. Станция LSWR на Куин-стрит находилась высоко над станцией Сент-Дэвидс, и прокладка пути на запад требовала, чтобы железная дорога шла вниз, пересекая другие линии.
LSWR построила соединительную линию, которая спускалась к станции Сент-Дэвидс с крутым уклоном 2,7 %. Парламент обязал Bristol and Exeter Railway проложить узкоколейные рельсы до станции Коули-Бридж-Джанкшен, расположенной к северу от станции Сент-Дэвидс, где линия Северного Девона уходила в другую сторону. По условиям концессии все пассажирские поезда LSWR должны были совершать остановку на станции Сент-Дэвидс. Поезда LSWR в Лондон шли через станцию Сент-Дэвидс на юг, а ширококолейные поезда в Лондон шли на север.

### Плимут
North Devon Railway подготовила удобную отправную точку для независимой линии LSWR в Плимут. LSWR нашла поддержку среди местных жителей, и 1 ноября 1865 года Devon and Cornwall Railway открыла линию от Колфорд-Джанкшен до Норт Тоутон, а оттуда 12 октября 1874 года — до Лидфорда. LSWR получила право управления South Devon and Launceston Railway, что дало доступ в Плимут.
Другая номинально независимая компания, Plymouth, Devonport and South Western Junction Railway, построила линию от Лидфорда до Девенпорта, а LSWR её арендовала, получив независимый доступ к Девонпорту и пассажирскому терминалу в Плимут-Фрайари.

### Холсворти и Бьюд
Линия из Окхемптона в Лидфорд послужила хорошей отправной точкой для ветки на Холсворти на северо-западе Девона. Маршрут заработал 20 января 1879 года и 10 августа 1898 года был продлён до Бьюда в Корнуолле.

### Северный Корнуолл

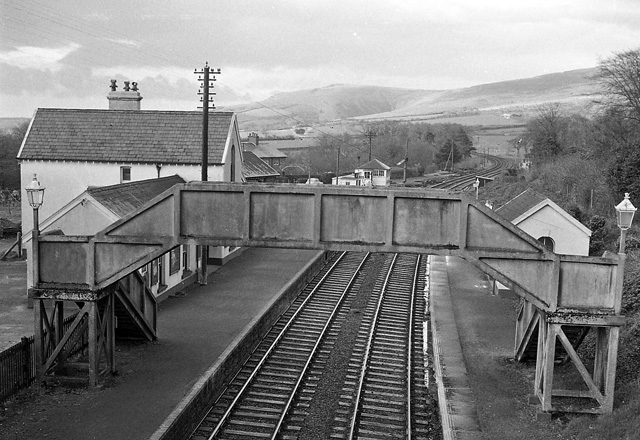
Станция Брайдстоу в 1964 году

Линия до Холсворти в свою очередь дала возможность построить ветку на Падстоу, что стало самой западной точкой сети LSWR в 420 км от Ватерлоо. Линию проектировала North Cornwall Railway, участки открывалась постепенно, строительство завершилось 27 марта 1899 года.

### Линии на востоку от Эксетера
Линии от Солсбери до Эксетера прошла так, что вне её оказались многие важные города. Местные жители были разочарованы отсутствием железнодорожного сообщения, и, во многих случаях при поддержке LSWR, предлагали проекты независимых железных дорог. Эти линии строились и, рано или поздно, поглощались LSWR, так что со временем главная магистраль обросла ряд соединительных веток.
К западу от Солсбери имелись ветки:
- на Йовил, от Йовил-Джанкшен до Йовил-Таун;
- на Бат и Борнмут, от Темплкомба по линии Somerset and Dorset Joint Railway на север к Бат-Грин-Парк и на юг к Борнмут-Уэст; эта линия перешла в совместную аренду LSWR и Midland Railway на 999 лет с 1 ноября 1875 года;
- на Чард, открылась 8 мая 1863 года от Чард-Роуд (позже Чард-Джанкшен) до Чард-Таун;
- на Лайм-Риджис, открылась 24 августа 1903 года от Аксминстера до станции Лайм-Риджис;
- на Ситон, открылась 16 марта 1868 года от Ситон-Джанкшен до станции Ситон;
- на Сидмут и Эксмут, открылась 6 июля 1874 года от Фенитона (позже Сидмут-Джанкшен) до станции Сидмут, затем 15 мая 1897 года была построена ветка от Типтон-Сент-Джонс до Бадли-Солтертон, откуда продолжена до Эксмута 1 июня 1903 года;
- на Эксмут, открылась от Эксмут-Джанкшен 1 мая 1861 года.

## Маршруты в Гемпшире

### Портсмут

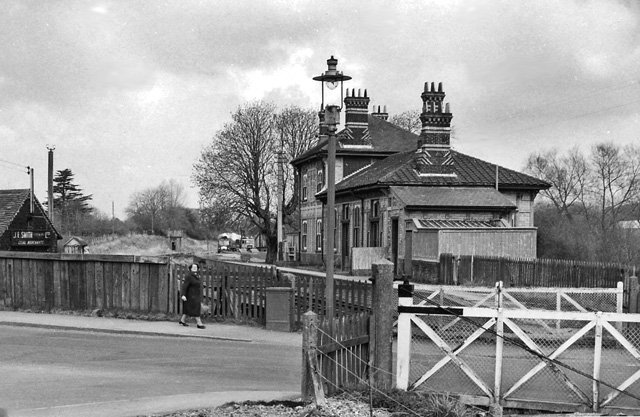
Станция в Бишопс-Уолтеме, конечная остановка ветки от Ботли (1963)

Магистральная линия из Лондона в Саутгемптон соединяла в Гемпшире города Бейзингсток и Винчестер, а в 1841 году была проложена ветка от станции Бишопсток в Истли до Госпорта, откуда на пароме можно было добраться до Портсмута.
В 1847 году конкурирующая компания LB&amp;SCR открыла прямой, но более длинный портсмутский маршрут в Портсмут, построив южную линию через Хоув в Портсмут и Саутси.
Жители Портсмута были разочарованы, так как не получили прямого сообщения с Лондоном через Хоув или Бишопсток, решив, в результате, самостоятельно организовать строительство юго-западного маршрута на Лондон от станции LSWR в Гилфорде. Новая линия стала известна как Прямая портсмутская линия. В 1858 году она достигла Хаванта, начав двухлетнее юридическуе, практическую и, временами, физическую «битву» между LB&SCR и LSWR (которая обслуживала эту независимую линию). Спор был разрешён организацией омнибуса до Хилси на севере Портсмута от конечной остановки Нью-Хавант. В 1859 году линия была полностью выкуплена LSWR, и LB&SCR признала фактическое поражение, что окончила её монопольное присутствие в Портсмуте.

### Альтон
Между тем, в 1852 году в Северном Гемпшире LSWR открыла линию в Альтон. Первоначально ветка от Фарнема была единственной, но в 1865 году открылась новая скоростная линия, отходившая от главной магистрали в Бруквуде через Олдершот. В том же 1865 году независимая компания Alton, Alresford and Winchester Railway (AA&WR) построила линию от Альтона через Альресфорд до Винчестера, LSWR обеспечила её обслуживание своими поездами, через станцию в Альтоне. В 1884 году LSWR выкупила AA&WR, став единоличным владельцем линии от Альтона до Винчестера.

### Бишопс-Уолтем
В 1863 году LSWR  выкупила железнодорожную компанию Bishops Waltham Railway, которая построила ветку от станции Ботли на линии Истли — Фархем до деревни Бишопс-Уолтем. Движение поездов не успело начаться, когда BWR была выкуплена, поэтому LSWR стала первой компанией, предоставивший услуги перевозки.

### Саутгемптон, Нетли, Фархем и Портсмутская гавань
В 1866 году LSWR построила короткую ветку от Саутгемптона до Нетли для обслуживания недавно открытого Королевского военного госпиталя. Десять лет спустя, в 1876 году, Прямая портсмутская линия была продлена на юг до Саутси и дальше на запад к Портсмуской гавани для обслуживания военно-морской базы.
К концу 1870-х годов все крупные города Хэмпшира были обеспечены железнодорожным сообщением, и в 1880-х LSWR открывала только небольшие линии. В 1889 от линии на Нетли была построена короткая ветка до Фархема, замкнувшая Линию западного побережья от Саутгемптона до Брайтона. В 1885 году открылся 2-километровый участок от станции Фраттон до станции Ист-Саутси в Портсмуте, однако она не пользовалась популярностью и закрылась в 1914 году. После 1903 года её обслуживали рельсовые автобусы.

### Альтон, Винчестер и Госпорт
В 1890-х годах в Гемпшире произошел короткий, но существенный всплеск железнодорожного строительства. В 1891 году было открыто соединение главной магистрали на Саутгемптон с недавно построенной Didcot, Newbury and Southampton Railway через виадук Хокли, ставший самым длинным в графстве. В 1894 году была построена новая линия от станции Госпорт до Ли-он-Солент, обслуживающая возросшим потоком туристов на остров Уайт. Однако важнейшие из новых маршрутов возникли в попытке LSWR противодействовать строительству главным конкурентом, Great Western Railway, линии из Рединга  до Портсмута. Такое противодействие реализовалось в виде двух дорог: Basingstoke and Alton Light Railway, первой в стране линии, построенной на основании Закона о легких железных дорогах 1896 года; и Meon Valley Railway между Альтоном и Фархемом, построенной по стандарту магистральной линии как второй маршрут из Лондона в Госпорт. Открылись они, соответственно, в 1901 и 1903 годах и стали последними линиями в Хэмпшире, построенными LSWR перед объединением железных дорог Великобритании в 1923 году.

## Маршруты в Дорсете

### Суонедж
Дорчестерска линия прошла мимо города Суонедж, и местные жители предприняли усилия по строительству собственной ветки. После первой неудачной попытки разрешение на строительство было получено 18 июля 1881 года. Линия начиналась от Уоргрет-Джанкшен к западу от Уэрхема и шла до Суонеджа с промежуточной станцией в Корф-Касле. Станция Уэрхем первоначально представляла собой простой остановочный пункт и при строительстве новой ветки была построена пересадочная станция к западу от переезда. Линия открылась 20 мая 1885 года, а LSWR выкупила её 25 июня 1886 года.

## Электрификация

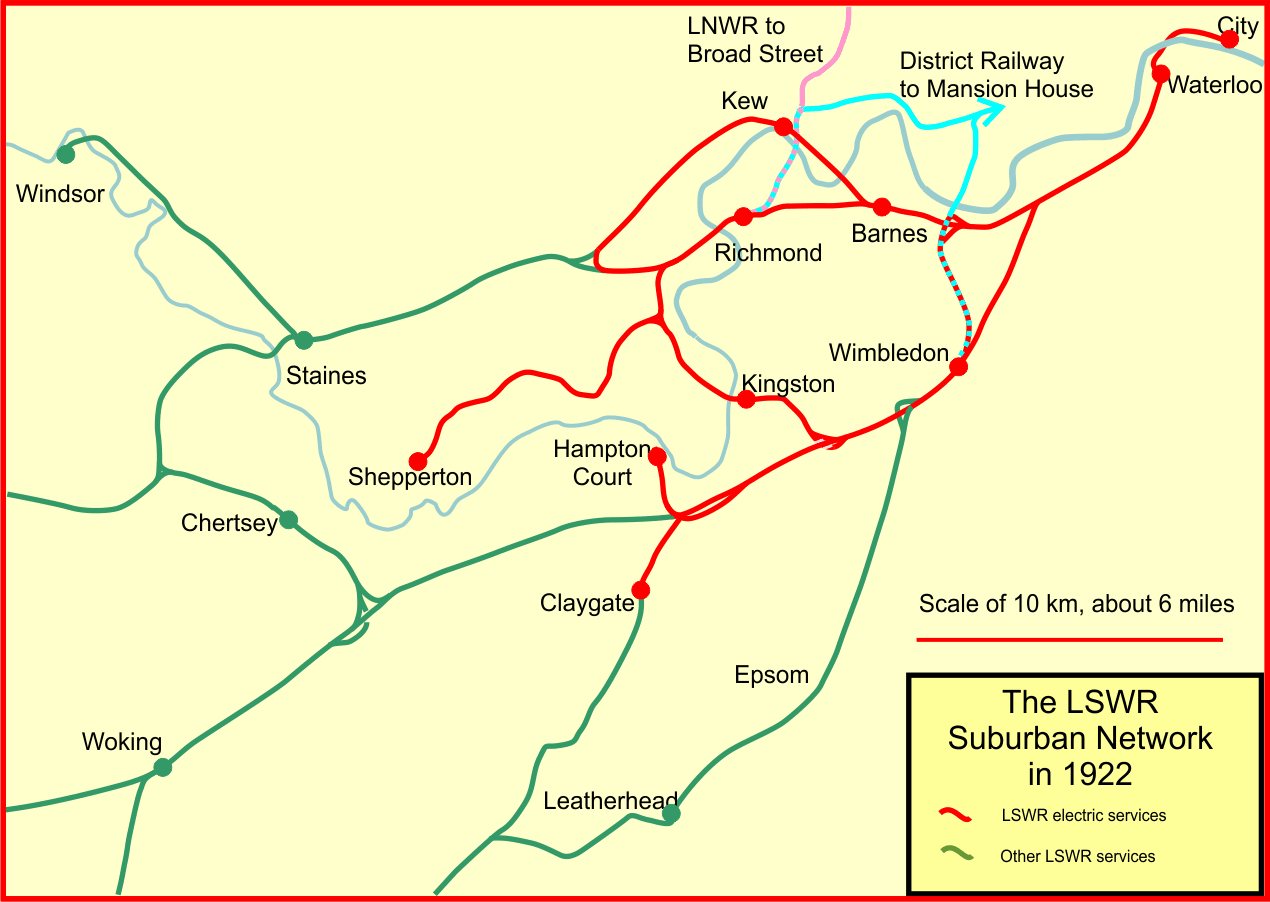
Карта электрифицированных линий LSWR в 1922 году

В первые годы XX века ряд городских железных дорог США перешли на электрическую тягу. Лондонская и Северо-Западная железная дорога внедрила четырехрельсовую систему электропитания на линии до Ричмонда включая пути LSWR от Ганнербери. Вскоре была электрифицирована Metropolitan District Railway. Из-за снижения доходов от пригородных перевозок LSWR в течение некоторого времени ничего не предпринимала, но после назначения председателем в 1913 году Герберта Уокера началась электрификации пригородных линий LSWR.
Для эликтрификации была выбрана система с третьим рельсом с напряжением питания 600 В постоянного тока. Подвижной состав сформировали 84 трёхвагонных поезда, все переделанные из поездов на паровой тяге. После введения в 1915 — 1916 годах новинка снискала популярность и с 1919 года в особо загруженные периоды поезда снабжались ведомыми двухвагонными прицепами, также переделанными из парового парка, которые добавлялись между двумя ведущими поездами, образуя восьмивагонный состав. Во всех электропоездах предусматривалось размещение только по первому либо третьему классу.
Электрификации подверглись маршруты, расположенные во внутренней пригородной зоне. Было запланировано продолжение работ, но этому помешала Первая мировая война, электрическая тяга добралась только до Клейгейта на линии в Нью-Гилфорд. Этот участок использовал электрическую тягу, пока из-за резкого увеличения пассажиропотока ближе к Лондону не потребовало перебросить туда электропоезда, после чего линия вернулась на паровую тягу.
Одновременно с электрификацией маршрут между Воксол и найн-Элмс был расширен до восьми путей, появилась эстакада для линии в Хемптон-Корт, открывшаяся 4 июля 1915 года.

## Доки Саутгемптона
Вскоре после основания LSWR проявила интерес к порту Саутгемптона. К тому моменту были построены первые доки, а с появлением железной дороги развитие порта ускорилось. В 1843 году LSWR открыло морское сообщение из Саутгемптона, основав компанию New South Western Steam Navigation Company. Позже LSWR приобрела суда, а в 1892 году купила доки и продолжила их быстрое развитие.

## Eastleigh Works
В 1891 году в Истли, графство Гемпшир, была открыта ремонтная мастерская, куда из Найн-Элмс в Лондоне передали обслуживание вагонов. В 1909 году, когда пост главного механика LSWR занимал Дугалд Драммонд, туда же был переведён и локомотивный завод.

## Руководство
Данные приведены по Ellis, C. Hamilton (1956). South Western Railway.

### Председатели совета директоров
- 1832–1833: Томас Бэринг
- 1834–1836: Джон Райт
- 1837–1840: Джон Истхоуп
- 1841–1842: Роберт Гарнет
- 1843–1852: Уильям Чаплин
- 1853 Фрэнсис Скотт
- 1854 Уильям Хиткот
- 1854–1858 Уильям Чаплин
- 1859–1872 Чарльз Манглс
- 1873–1874 Чарльз Каслман
- 1875–1892 Ральф Х. Даттон
- 1892–1899 Уиндем С. Портал
- 1899–1904 Х. У. Кэмпбелл
- 1904–1910 Чарльз Скоттер
- 1911–1922 Хью Драммонд

### Генеральные менеджеры
- 1839–1852 Корнелиус Стовин
- 1852–1885 Арчибальд Скотт
- 1885–1898 Чарльз Скоттер
- 1898–1912 Чарльз Оуэнс
- 1912–1922 Герберт Уокер

### Инженеры
- 1837–1849 Альбинус Мартин
- 1849–1853 Джон Басс
- 1853–1870 Джон Стрэпп
- 1870–1887 Уильям Джекомб
- 1887–1901 Э. Эндрюс
- 1901–1914 Дж. У. Джекомб-Худ
- 1914–1922 Альфред Уикс Шлампер

### Инженеры-консультанты
- 1834–1837 Фрэнсис Джайлз
- 1837–1849 Джозеф Локк
- 1849–1862 Джон Эдвард Эррингтон
- 1862–1907 У. Р. Гэлбрейт

### Конструкторы локомотивов

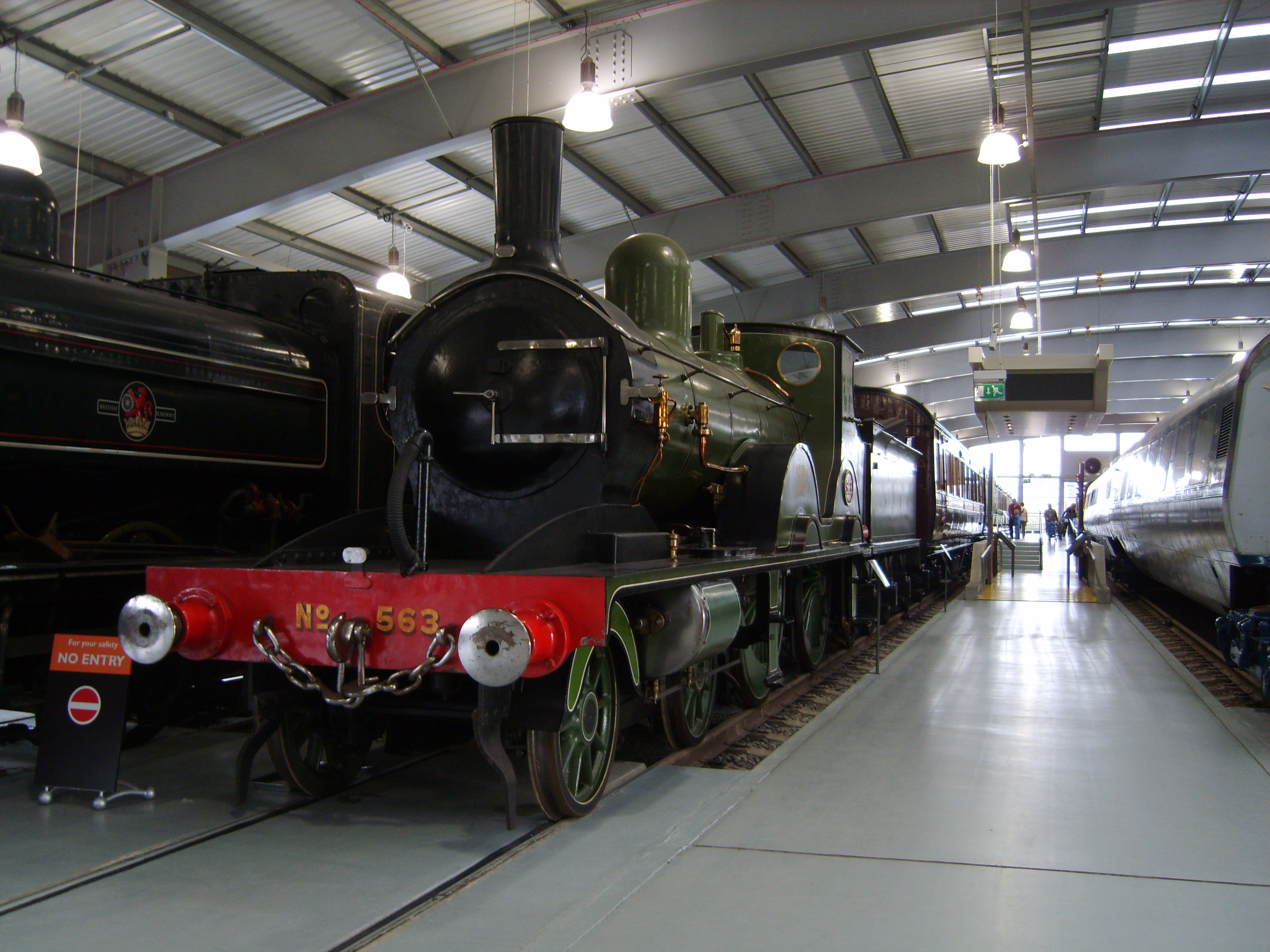
Паровоз T3 class № 563 конструкции Адамса постройки 1893 года

- 1838–1840 Джозеф Вудс (локомотивный суперинтендант)
- 1841–1850 Джон Вирет Гуч (локомотивный суперинтендант)
- 1850–1871 Джозеф Гамильтон Битти (локомотивный суперинтендант)
- 1871–1877 Уильям Джордж Битти (локомотивный суперинтендант)
- 1877–1895 Уильям Адамс (локомотивный суперинтендант)
- 1895–1912: Дугалд Драммонд (главный механик с 1904 года)
- 1912–1922: Роберт Ури (локомотивный инженер)

#### Локомотивные заводы
С 1838 по 1908 год локомотивный завод LSWR располагался в Найн-Элмс. Под руководством Драммонда в 1909 году производство переехало в Истли.

## Ливреи локомотивов

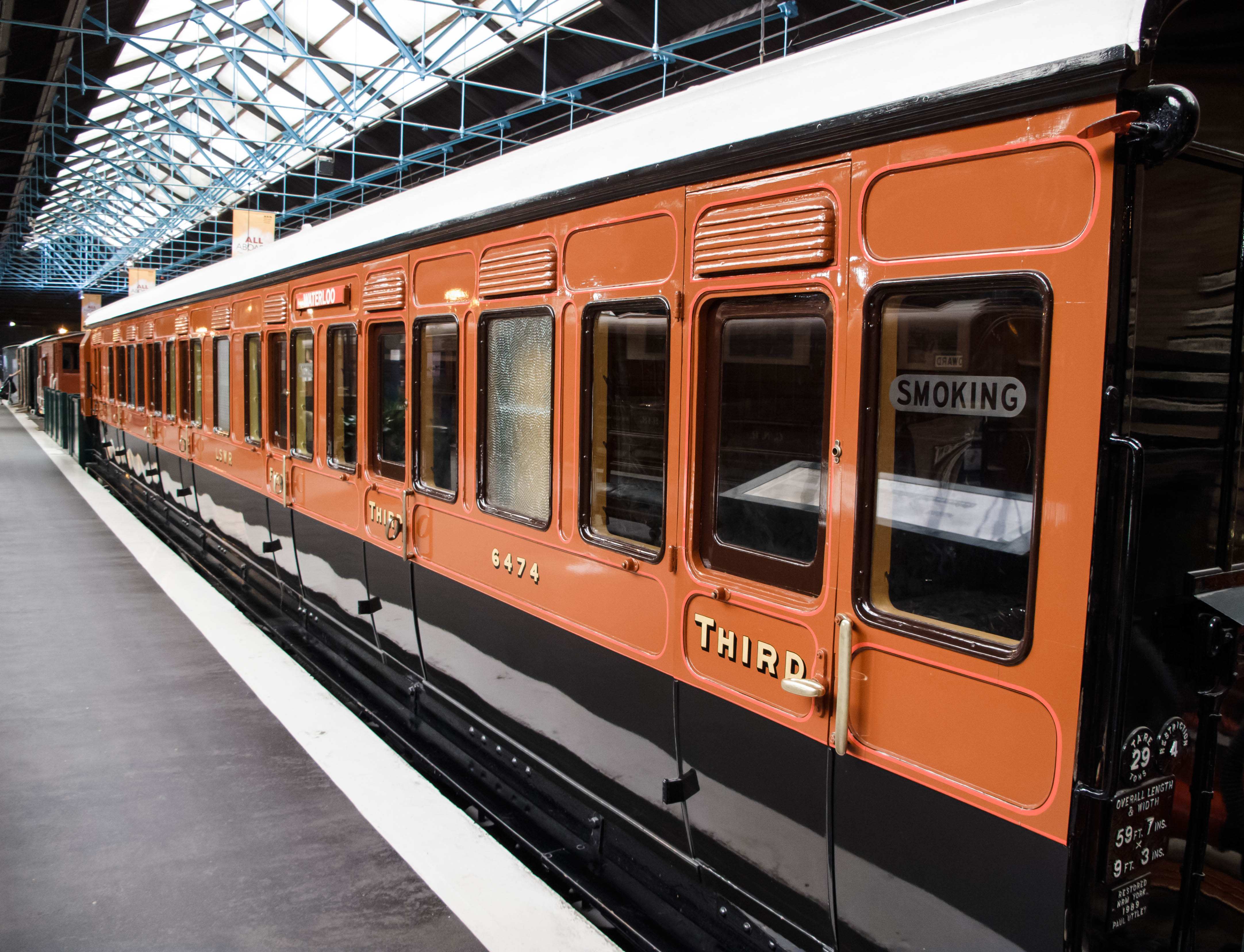
Вагон LSWR выглядит довольно нетронутой.

Окраска локомотивов выбиралась их конструкторами.
До 1850 года (Джон Вирет Гуч)
О первых вариантах ливрей информации мало. Вероятно, что с 1844 года тёмно-зелёный цвет с красными и белыми линиями, чёрные колеса и красные буферные балки стали стандартом.
1850–1866 (Джозеф Гамильтон Битти)
- Пассажирские паровозы: красная ливрея с чёрно-белыми панелями. Кожухи колёс и цилиндры окантованы белым. Колеса, дымовая коробка и труба чёрные. Ярко-красные буферные балки и подножки.
- Товарные паровозы: красный без окантовки. Старые паровозы до 1859 года окрашивались в черный цвет.

1866–1872 (Джозеф Гамильтон Битти)
- Все паровозы получили шоколадно-коричневую ливрею с чёрной полосой шириной 25 мм, с белым внутренним и красным внешним контуром. Боковые поверхности тендера разделены на три панели.

1872–1878 (Уильям Джордж Битти)
- Светло-шоколадная ливрея с прежней окантовкой. С 1874 года белые контуры были заменены желто-охристые, а красные — на малиновые.

1878–1885 (Уильям Адамс)
- Коричневая умбра с чёрной полосой шириной 25 мм снаружи и ярко-зелёной полосой внутри. Котельные ленты черные с белой окантовкой. Буферные балки красные. Дымовая коробка, труба, рамы и прочее — чёрные.

1885–1895 (Уильям Адамс)
- Пассажирские паровозы: горохово-зеленая ливрея с чёрными краями, окаймленными тонкой белой линией. Ленты котла чёрные с тонкой белой линией по бокам.
- Товарные паровозы: зеленая ливрея с чёрными краями, окаймленными тонкой ярко-зелёной линией.

1895–1914 (Дугалд Драммонд)
- Пассажирские паровозы: королевский зелёный с шоколадным краями, окаймлёнными тройной бело-черно-белой линией. Ленты котла чёрной с белой окантовкой 76-миллиметровыми жёлто-коричневыми полосами по бокам. Внешние цилиндры с черной окантовкой и белой окантовкой. Дымовая коробка, труба, внешние рамы, верхние части  кожухов колёс, платформа и прочее — черные. Внутренняя часть основных рам жёлто-коричневая. Буферные балки красные, внутренняя часть кабины — текстурированная сосна.
- Товарные паровозы: зелёный с чёрными краями и светло-зелёной окантовкой. Ленты котла чёрная со светло-зелёной  окантовкой.

1914–1917 (Роберт Ури)
- Пассажирские паровозы: оливково-зеленый с прежней окантовкой.
- Товарные паровозы: зелёный с чёрными краями и белой окантовкой.

1917–1922 (Роберт Ури)
- Пассажирские паровозы: оливково-зеленый с чёрными краями и белой окантовкой.
- Товарные паровозы: зеленый часто без окантовки до 1918 года.

## Катастрофы и происшествия
- 11 сентября 1880 года пассажирский поезд столкнулся с порожним паровозом в Найн-Элмс из-за ошибок сигнальщиков и кочегара паровоза. Погибло семь человек[20].
- 6 августа 1888 года из-за ошибки сигнальщика на станции Хемптон-Уик произошло лобовое столкновение порожнего паровоза с пассажирским поездом. Четыре человека погибли, пятнадцать получили ранения[21].

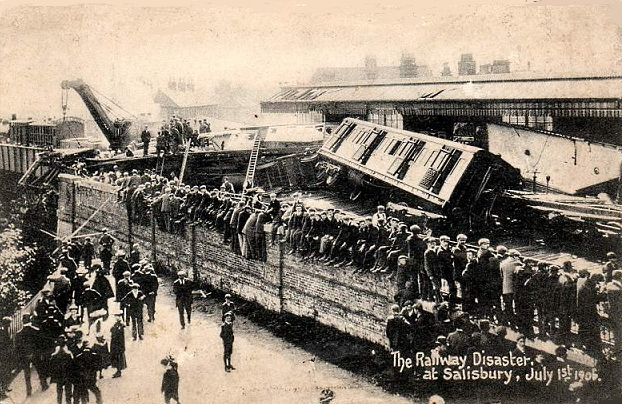
Крушение в Солсбери (1906)

- Крушение в Солсбери произошло 1 июля 1906 года. Пассажирский экспресс сошел с рельсов из-за превышения скорости в повороте. Погибло 28 человек, 11 получили ранения.

## Водный транспорт
Лондонская и Юго-Западная железная дорога обслуживали Портсмут, Саутгемптон и Уэймут и содержала пассажирский флот для осуществления морских перевозок.

## Прочее
- Waterloo and City Railway построены LSWR для доступа в лондонский Сити. В настоящее время линия стала частью Лондонского метро.
- Если не брать в расчет подземную линию в Сити, самый длинный туннель LSWR — Хонитонский тоннель (1237 м). Помимо него шесть тоннелей дороги превышало 457 м (500 ярдов).
- LSWR и Midland Railway были совладельцами компании Somerset and Dorset Joint Railway.

## Комментарии
1. ↑  Первоначально линия называлась Сити.
2. ↑  Разные названия платформ на вокзале Ватерлоо не обозначали отдельных станций, а были приняты только для удобства пассажиров.